# 理查德·伯恩斯拉力赛
《理查德·伯恩斯拉力赛》是一款由Warthog Games开发，SCi发行的模拟竞速游戏。本作拥有世界拉力锦标赛冠军理查德·伯恩斯的授权及协助。

## 摘要
本作拥有8辆获得授权的赛车和36条官方认可的赛道。最为人称道的是它的物理引擎。
本作被许多玩家评价为最真实与最难上手的模拟竞速游戏之一。